# أنطونيو رودريغيز (لاعب كرة طائرة)
أنطونيو رودريغيز (8 أكتوبر 1951 - ) هو لاعب كرة طائرة كوبا. شارك في الألعاب الأولمبية الصيفية 1976 والألعاب الأولمبية الصيفية 1972.

## وصلات خارجية
- أنطونيو رودريغيز على موقع أوليمبيديا (الإنجليزية)